# Raúl Carrel
Oscar Raúl De Cicco más conocido con el nombre artístico de Raúl Carrel (Buenos Aires, Argentina; 28 de noviembre de 1926 - Ibídem; 21 de octubre de 2003) fue un actor y cantante de boleros argentino de larga trayectoria.

## Carrera
Nació en una familia de clase media, conformada por Rosa Sturla y Alfredo De Cicco, en la calle José Bonifacio 3832 en el barrio de Floresta, provincia de Buenos Aires.
Debutó como cantante en la orquesta de Carlos Marcucci con el seudónimo de Raul Morel, pero su paso por el tango, entonces, fue fugaz. En 1949 se volcó al género melódico, reemplazando a Carlos Argentino en la orquesta de Dajos Bela, ya como Raúl Carrel se lo llamó "el último romántico", acaso por el hecho de haber sido el más joven de aquella pléyade de boleristas que hicieron furor en las décadas del 40 y del 50.
Fue el primero que fue requerido por el Trío Los Panchos debido a una enfermedad de Hernán Avilés, y su popularidad en el exterior alcanzó altos picos. En Caracas, por ejemplo, fue acompañado por Agustín Lara y su decisión por la música romántica se la impuso un consejo de José Mojica.
Siendo niño conoció a Carlos Gardel y siguió a Carlos Acuña, con quien entablaría una amistad resistente al paso de los años. Nada menos que Aníbal Troilo le hizo varios play back, adecuados a su registro y tono, que Carrel guardó celosamente durante más de 25 años.
Con el bolero recorrió el mundo, fue galardonado con importantes premios, grabó quince discos, permaneció seis años en cartel en Brasil donde cantó con las orquestas de Luis Bonfá, Roberto Inglez y Héctor Lagna Fietta, y causó verdadera sensación en Portugal. 
En cine trabajó en las, ambas de 1975: Yo maté a Facundo,  bajo la dirección de  Hugo del Carril y protagonizada por Federico Luppi, José María Gutiérrez, Norma Sebré y Carlos Cores.; y Los irrompibles, cuya dirección fue de Emilio Vieyra, y los protagónicos de Jorge Martínez, Ricardo Espalter y Graciela Alfano.
En televisión tuvo su paso actoral en la ficción de Ideas del Sur, El sodero de mi vida, junto con Daddy Brieva y Andrea del Boca.
Raúl Carrel falleció a los 77 años el 21 de octubre de 2003 por causas naturales. Sus restos descansan en el panteón de SADAIC  del Cementerio de la Chacarita.

## Filmografía
- 1975: Yo maté a Facundo.
- 1975: Los irrompibles.

## Televisión
- 2001:  El sodero de mi vida.En Telefe fue productor de todos los programas de Gerardo Sofovich, de Antonio Carrizo y de Cacho Fomtana. En Radio Rivadavia de Héctor Larrea. Fue también productor del Canal de cable Utilísima.

Apoderado del Trío Los Panchos, en Argentina.
Disco de Platino en Venezuela.
Fue asesor en la Secretaria de Cultura de la ex Municipalidad de la Ciudad de Buenos Aires.
Por su amistad con Tito Lusiardo y admiración a Carlos Gardel, Tito le regaló ropa de Gardel, la cual fue donada a la Casa del Teatro.

## Teatro
- Luces de Buenos Aires (1969), junto a Mariano Mores, Jovita Luna, Jorge Sobral, Tito Lusiardo, Coco Martínez, Juan Carlos Copes, Juan Carlos Nassel, Rafael Barreta, María Esther Corán, Alicia Cagian, José Cubas, Agrupación Azul, Muletas de Ébano, Hugo del Carril, Juan Carlos Mareco, Dorita Burgos, Silvia Mores, Nieves Copes, Raúl Chanel, Mariquita Gallegos, Ana Goglio, Oscar Chapolin, Los Arribeños y Pop Girls - "Teatro Presidente Alvear" - Dirección: Hugo del Carril.
- La canción de los barrios (1975), de Ivo Pelay, con Ana María Casó, Norma Pons, Aldo Kaiser, Jorge Galán, Claudia Nelson, Gabriela Peret, Lucio de Val, y gran elenco.[6]
- Viva el varieté (1995), con Mónica Lander, Delfor Medina, Adelco Lanza y Lucila Duarte.
- A todo tango (2001)